# Distretto di Jesús María

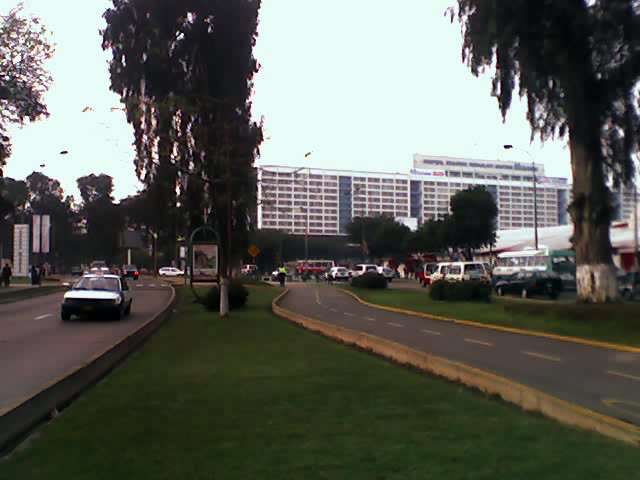
Hospital dei laboro Jesus Maria distritu

Il distretto di Jesús María è un distretto del Perù che appartiene geograficamente e politicamente alla provincia e dipartimento di Lima, ubicato a sud della capitale peruviana.
Sindaco (alcalde) 2007-2014: Enrique Ocrospoma Pella.

## Data di fondazione
17 dicembre del 1963

## Popolazione attuale
66 1718 abitanti (inei2007) di cui il 53% sono donne e il 47% uomini

## Superficie
4,57 km²

## Distretti confinanti
Confina a nord con il Distretto di Lima e con il Distretto di Breña; a sud con il Distretto di Magdalena del Mar; a ovest con Distretto di Pueblo Libre e con il Distretto di Breña; a est con il Distretto di Lince e con il Distretto di Lima.

## Società

### Festività religiosa

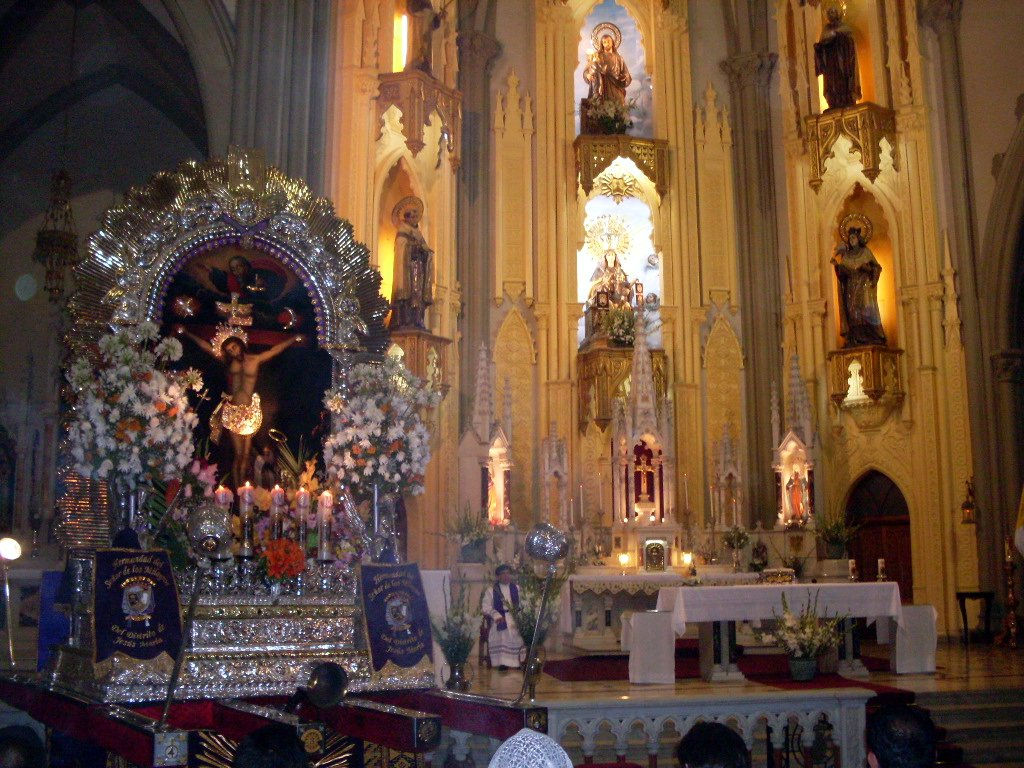
Signore dei Miracoli di Distretto di Jesús María

- Novembre: Signore dei Miracoli

## Cultura

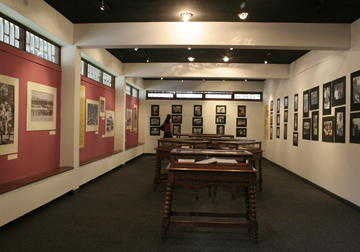
Centro Cultural Sérvulo Gutiérrez

### Istruzione

#### Biblioteche
Biblioteca Municipale, la prima biblioteca municipal pubblica.

#### Scuole
- Liceo ginnasio statale Teresa González de Fanning.
- Liceo particulare San Antonio de Padua.

#### Università
Le università statali sono:
- Università Nazionali Federico Villarreal (facultà d'Arquitectura)

Le università private sono:
- Università del Pacífico
- Università Alas Peruanas
- Università Inca Garcilaso de la Vega
- Università Peruviana Los Andes
- Università San Martín de Porres (facultades de Psicología, Obstetricia y Educación)
- Università Peruviana de Ciencias e Informatica